# Ogy
Jan Šlosar (* 1. února 2003 Plzeň), známý jako Ogy, je český influencer působící na platformách YouTube, Instagram a TikTok.

## Život
Jan Šlosar se narodil 1. února 2003 v Plzni. Vyrůstal v Mariánských Lázních, kde vystudoval Gymnázium a Obchodní akademii Mariánské Lázně. Současně při studiu SŠ se aktivně věnoval tvorbě videí. 
Ihned po absolvování gymnázia se přestěhoval do Plzně, kde se začal naplno věnovat tvorbě obsahu na platformu YouTube a na další sociální sítě.

## Tvorba
Počátky Ogyho tvorby započaly v Mariánských Lázních v roce 2014, když pod pseudonymem DjBridgeCZ zveřejnil své první video s názvem „Moje 1.Intro!“. Přezdívka DjBridgeCZ doprovázela jeho obsah po dobu prvních herních videí, kdy natáčel videa z videohry Clash of Clans od vydavatele Supercell. Následovaly tituly Clash Royale a Brawl Stars, které se mezi lety 2016 a 2021 staly hlavní náplní obsahu uveřejňovaném na jeho YouTube kanálu. V roce 2018, tedy když mu bylo 15 let, překonal jeho YouTube kanál hranici 100 tisíc odběratelů. V letech 2021 a 2022 moderoval Mistrovství České republiky v mobilních hrách. V roce 2021 byl hostem na videoportálu ČT edu ve videu s titulem „Jak se stát slavným youtuberem“. Účastní se také různých veřejných zábavních akcí.
Se změnou bydliště v roce 2022 nastala i radikální změna námětu videí na druh lifestyle, zahrnující více témat, jako jsou výzvy, recenze jídla a zkušenosti s ubytováním, přičemž videa zaměřená na tematiku videoher prakticky přestal natáčet.
V současnosti Ogy také moderuje některé prezenční i online eventy jako Oktagon MMA nebo Samsung MČR. K roku 2025 měl jeho hlavní kanál na YouTube téměř 300 tisíc odběratelů.